# Péterhida
Péterhida é um município da Hungria, situado no condado de Somogy. Tem 11,62 km² de área e sua população em 2019 foi estimada em 147 habitantes.